# 10X
10X o 10Kh fue la designación de la serie inicial de misiles de crucero multiplataforma creada en la Unión Soviética, impulsados mediante un pulsorreactor. Creado por ingeniería inversa de la bomba voladora Fieseler Fi 103 (V-1) en la oficina de diseño de la planta número 51, OKB-52. El desarrollo fue dirigido por Vladimir Nikolaevich Chelomey. Los trabajos comenzaron en septiembre de 1944 y siguieron durante década de 1950. Cancelado en la misma década.

## Historia del desarrollo
En junio de 1944 Stalin movido por los informes de los bombardeos de Londres mediante las bombas voladoras V-1 decidió desarrollar el equivalente soviético de dichas bombas. El desarrollo del proyectil fue decisión del Comité de Defensa del Estado el 13 de junio de 1944. Vladimir Nikolaevich Chelomey, que había estado desarrollando  pulsorreactor de forma autóctona, fue asignado al proyecto. El 19 de octubre de 1944, siguiendo una decisión del Comité de Estado de Defensa de la URSS y del comisario para la Industria Aérea Alekséi Ivánovich Shajurin, Cheloméi fue nombrado Director y Jefe Constructor de la Planta Nº51. Cheloméi estaba a cargo del diseño y prueba del primer misil de crucero soviético a la mayor brevedad posible.
A fines de 1944, el desarrollo del pulsorreactor D-3 para el 10Kh estaba en la etapa de prototipo. El primer 10Kh estaba listo el 5 de febrero de 1945. Como no se habían construido rampas de lanzamiento, la primera prueba, el 20 de marzo de 1945, fue un lanzamiento aéreo mediante un bombardero pesado Petliakov Pe-8 cerca de Yizaj. 
La recuperación parcial de un V-1, por las fuerzas soviéticas en el campo de pruebas de Blizna en Polonia, ayudó al programa. Sin embargo, no se trataba de copiar el dispositivo por completo. Por ejemplo, para el desarrollo del piloto automático el diseñador jefe de OKB-1, V.M. Sorkina, se centró en el uso de unidades giroscópicas de dispositivos soviéticos en serie.
La versión inicial se llamó 10Kh y luego Izdeliye 10 ("Artículo 10"). La producción en serie estaba programada para comenzar en marzo de 1945 con 100 por mes, aumentando a 450 por mes más tarde ese año.
Se construyó un lote de 10Kh mejorados (Izdeliye 30) con alas de madera, y se realizaron 73 lanzamientos aéreos más en diciembre de 1948. En 1948 también se probó una variante lanzada desde tierra llamada 10KhN, que utilizaba despegue asistido por cohete desde un rampa.

## Pruebas
El 25 de diciembre de 1944, se completaron con éxito las pruebas en banco de fábrica del pulsorreactor D-3
El 20 de marzo de 1945, se llevó a cabo el primer lanzamiento desde un avión de transporte Pe-8 en un sitio de prueba cerca de la ciudad de Yizaj en la República Socialista Soviética de Uzbekistán.
El propósito de las primeras pruebas fue determinar la viabilidad de lanzar el misil 10Kh desde un avión en vuelo y encender el chorro de pulsos a unos 100 m por debajo de la nave nodriza, pero solo seis de los 22 misiles lo hicieron correctamente. La segunda serie de pruebas mejoro, logró de 12 de las 22 lanzadas. El 25 de julio, se habían lanzado 66 misiles, de los cuales 44 pasaron a vuelo autónomo, 22 de ellos alcanzaron el objetivo y 20 mantuvieron el rumbo requerido.
Las pruebas finales se realizaron para determinar la precisión y eficacia; seis de los 18 misiles lanzados impactaron en el objetivo y tres detonaron con éxito, de los cuatro lanzados para determinar la efectividad.

## Producción
Las pruebas de vuelo se completaron en 1946. En 1948, después de las pruebas de vuelo en aviones Pe-8 y Yermolayev Yer-2 la Fuerza Aérea se negó a aceptar este misil en servicio, principalmente debido a la baja precisión del sistema de guía. La imperfección del sistema de guía inercial provocaba una gran dispersión: cuando se disparaba al máximo alcance, aceptar a un cuadrado con lados de 5 kilómetros se consideraba un buen resultado. Además, el misil poseía un alcance corto, las altitudes y velocidades de vuelo eran más bajas que las de un caza de pistón de esa época. 

## Doctrina de uso
Originalmente estaba destinado a lanzamientos desde tierra contra objetivos terrestres, pero, debido a su baja eficiencia, dicha aplicación fue rechazada. La versión modificada estaba destinada a armar aviones de transporte con el objetivo de destruir objetivos enemigos a una distancia considerable de la línea de lanzamiento del avión.

## Versiones
10Kh
La versión de producción inicial del V-1 con diseño de ingeniería inversa similar, impulsado por un único motor Chelomey D-3.Dicho motor era producto de la ingeniería inversa del motor Argus As 014.
10Kh Izdeliye 30
Versión mejorada con alas de madera.
10KhN
Versión lanzada desde tierra que usa equipo de despegue asistido por cohetes para impulsar el misil por una rampa de lanzamiento.
14Kh
Un desarrollo adicional con alas revisadas de varias configuraciones y material estructural, impulsadas por un solo motor Chelomey D-5.
14KhK1
Subversión del Kh14 impulsada por un solo Chelomey D-6.
15Kh
Versión lanzada desde un barco.
16Kh
Misiles experimentales que usan fuselajes Kh10 con motores Chelomey D-6 individuales, luego probados con dos motores Chelomey D-3 montados uno al lado del otro en pilones configurados en V en el fuselaje de popa y timones de cola extendidos con aletas rectangulares y timones en las puntas del plano de cola.
17Kh
Versión lanzada desde un barco.
18Kh
Un mayor desarrollo de la serie de misiles de crucero 10Kh.
Una bomba planeadora
También se derivó una bomba planeadora sin motor del 10Kh con una cola gemela similar a la del 16Kh además de una aleta central, así como un tren de aterrizaje desechable.

## Características técnicas
|                               | 10Х           | 10ХН                                        |
| ----------------------------- | ------------- | ------------------------------------------- |
| Longitud, m                   | 8,312         | 7,5                                         |
| Diámetro del fuselaje, m      | 0,84          | 0,85                                        |
| Envergadura, m                | 5,36          | 6,5                                         |
| Ancho del cohete, m           |               | 2,5                                         |
| Altura sin escalón inicial, m |               | 1,85                                        |
| Peso de lanzamiento, kg       | 2130          | 3300-3500                                   |
| Peso de vuelo, kg             |               | 2500                                        |
| Peso de la ojiva, kg          | 800           | 800-1000                                    |
| Velocidad máxima, km / h      | ~600          |                                             |
| Alcance, km                   | 240           | 240                                         |
| Altitud de vuelo, m           | ~2000         | 200-1000                                    |
| Desviación de rumbo, grados   | 0,2 (1948 г.) |                                             |
| Motor                         | Д-3           | Д-3 o Д-5                                   |
| Empuje, kgf                   | 325           |                                             |
| Combustible                   |               | gasolina Б-70                               |
| Peso de combustible, kg       |               | 450-500                                     |
| Aceleradores de despegue      |               | 2×propulsores sólidos РБТ-70                |
| Masa del acelerador           |               | 1000                                        |
| Espoleta                      |               | ВУ-1 и АВ-516                               |
| Sistema de control            |               | piloto automático АП-52 o control por radio |